# Jobst (Unternehmen)

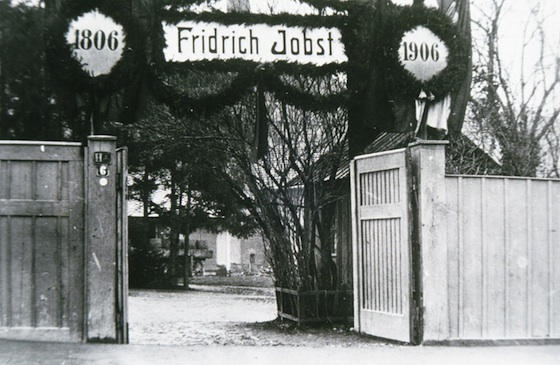
100-Jahre-Jubiläum

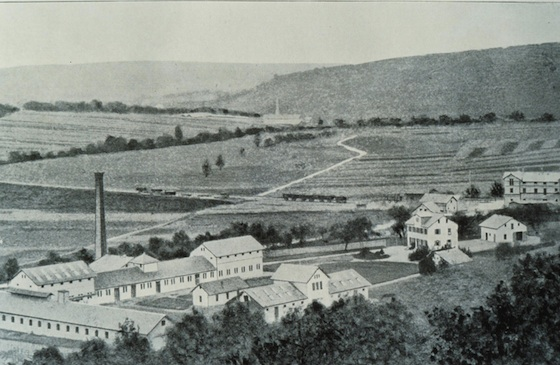
Jobstsche Fabrik in Feuerbach

Jobst war eine Materialwarenhandelsfirma in Stuttgart, die sich unter ihrem Gründer Friedrich Jobst zu einem der bedeutendsten Chemiehersteller für Chinin des 19. Jahrhunderts entwickelte.

## Der Firmengründer
Friedrich Jobst absolvierte von 1803 bis 1806 eine kaufmännische Ausbildung in Nürnberg und besaß darüber hinaus auch arzneikundliche Kompetenz, wie seine Veröffentlichung über die Heilpflanze Ratanhia zeigt. Seine Eltern waren der Hoftanzmeister und Solotänzer Georg Jobst und seine Frau Luise Christina Wolfarth, was darauf hinweist, dass er beruflich an keine Familientradition anknüpfte.

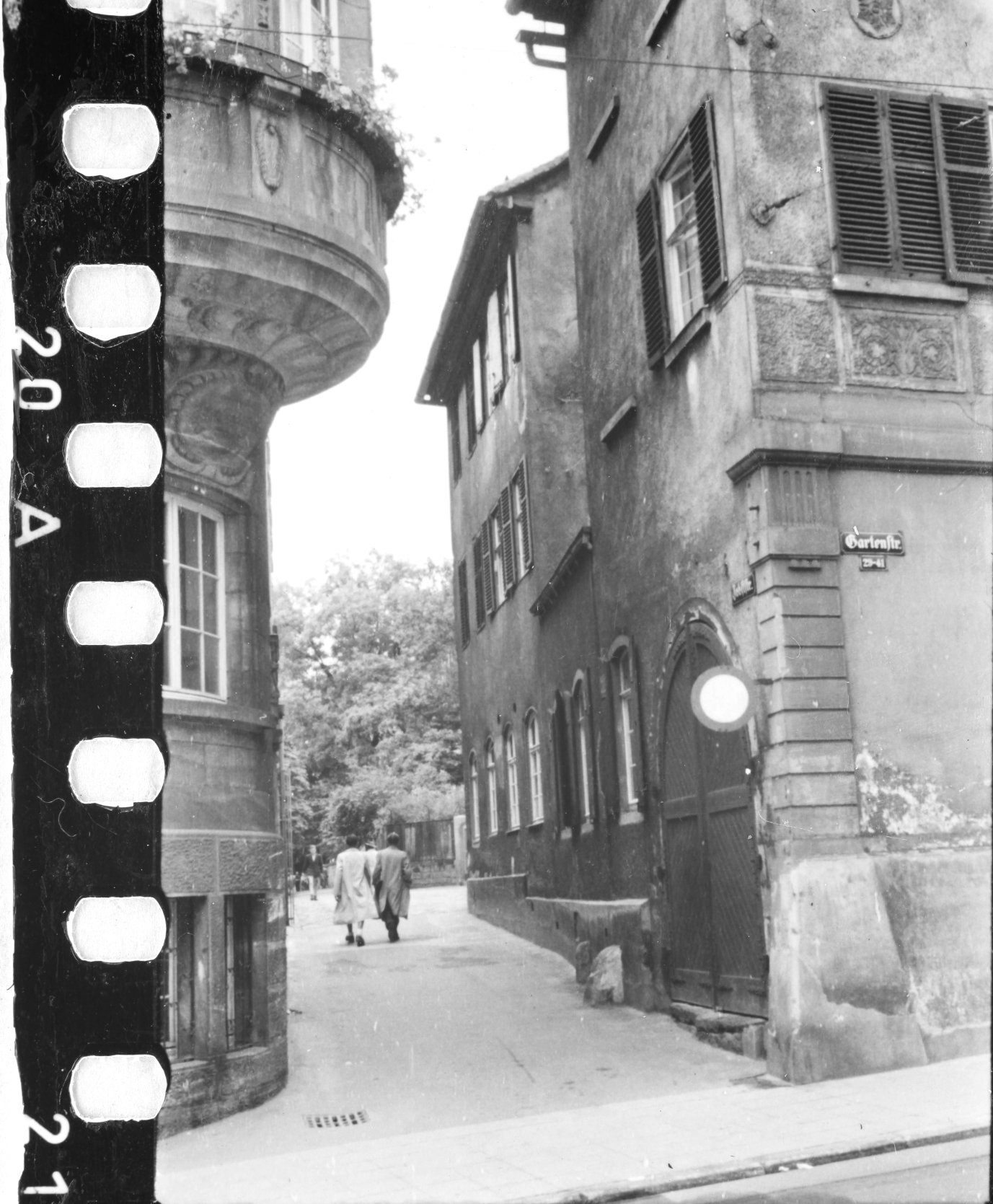
Eintritt in den Jobstweg von der Gartenstraße aus. (1942)

## Geschichte der Firma Jobst
Friedrich Jobst gründete 1806 in der Marktstraße in Stuttgart die Firma Jobst, jedoch ließ er diese erst 1808 offiziell eintragen. Am Standort Markstraße handelte er unter anderem mit Vitriolöl, Terpentinöl, Magsamenöl (Mohnöl) und Weingeist.
In den Jahren 1813–1814 zog die Firma (zu diesem Zeitpunkt „Jobst und Klein“) in die Gartenstraße 29 (heutige Fritz-Elsas-Straße). Dies geschah offiziell wegen Platzmangels, allerdings ist zu vermuten, dass dies aufgrund mehrerer Kellerbrände geschah. Um die Fabrik am neuen Standort in der Gartenstraße zu betreiben, ließ Jobst 1852 und 1854 zwei Dampfkessel mit einer dazugehörigen Dampfmaschine aufstellen, welche vier Pferdestärken besaß. Die Maschine, die aus der Maschinenfabrik Eisen- und Gelbgießerei G. Kuhn in Stuttgart-Berg stammte, wurde für das zermahlen der Chinarinde eingesetzt, außerdem wurde der Abdampf für temperaturabhängige Prozesse genutzt. Bereits 1845 plante Friedrich Jobst  schon wieder sein Gelände zu vergrößern um die Qualität sowie die Quantität zu verbessern. Dies wurde immer weiter verschoben, bis die Platznot 1854 einen neuen Höhepunkt erreichte.
Nach dem Tod des Gründers zog die Firma  1864 in die Tunnelstraße 8 in Feuerbach um. Man gab den Materialwarenhandel in Deutschland auf und konzentrierte sich auf das immer schwieriger werdende Geschäft mit der Chininproduktion („Chininfabrik Jobst“).
Nach dem Umzug der Firma nach Feuerbach blieben die Gebäude in der Gartenstraße erhalten. Karl Jobst hatte später sogar die Absicht manche Gebäude abzureisen und neu zu bauen. Diese Pläne wurden allerdings nie umgesetzt. Bis 1902 blieben die Geschäftshäuser der Firma in der Gartenstraße. 1902 musste das Grundstück auf Grund eines Straßendurchbruches an die Stadt Stuttgart verkauft werden.  
Im Forschungs- und Entwicklungsbereich der Firma wurden neben Vertretern der Familie insbesondere Oswald Hesse (1835–1917) und der jüdische Forscher Julius Morgenroth (1871–1924) genannt.

## Nachfolgefirma Vereinigte Chininfabriken Zimmer & Co.
Der Konkurrent Zimmer kaufte 1887 die Firma Jobst und fusionierte beide zu den Vereinigten Chininfabriken Zimmer & Co.
1888 schloss der Chininhersteller Carl Koch sein Oppenheimer Unternehmen und veräußerte es an die Vereinigten Chininfabriken Zimmer.
Im Jahre 1893 wandelten die Gesellschafter die Kommanditgesellschaft in eine GmbH um.
Anfang des 20. Jahrhunderts vermarkteten die Vereinigten Chininfabriken Zimmer & Co das Fiebermittel Eupyrin als Fertigarzneimittel (Pulver).
Die C. F. Boehringer & Söhne GmbH erwarb 1926 das durch den Preisverfall von Chinin und die Nachwirkungen des Ersten Weltkrieges in Mitleidenschaft gezogene Unternehmen. Ein Jahr später wurde das Werk in Feuerbach und damit der in Württemberg gelegene einstige Standort der Firma Jobst geschlossen.

## Erinnerung an das Unternehmen
Der Jobstweg in Stuttgart-Mitte verbindet die Fritz-Elsas-Straße und die Weimarstraße miteinander. Er führt entlang des Mittelbaus des Finanzamts und danach vorbei am ehemaligen Firmengelände des Unternehmens Jobst. Dort befinden sich heute zwei technische Berufsschulen; die Max-Eyth-Schule und die Robert-Mayer-Schule. Der heutige Jobstweg war früher als Kasernengängle bekannt. Dies kam daher, dass der Weg an der früheren Rotebühlkaserne entlangführte.
Von 1924 bis 1962 hieß die gewerbliche Schule am ehemaligen Standort der Firma an der Gartenstraße Jobstschule. Der Schwerpunkt der Schule lag auf Maschinenbau und Elektrotechnik. Durch die Spezifizierung der technischen Bereiche wurde die Jobstschule in drei berufliche Schulen aufgespalten: die Max-Eyth-Schule (auf Maschinenbau spezialisiert), die Robert-Mayer-Schule (auf Installations- und Metallbautechnik Spezialisiert) und die Werner-Siemens-Schule (auf Elektrotechnik).